# Municipio de McKee
El municipio de McKee (en inglés: McKee Township) es un municipio ubicado en el condado de Adams en el estado estadounidense de Illinois. En el año 2010 tenía una población de 171 habitantes y una densidad poblacional de 1,83 personas por km².

## Geografía
Según la Oficina del Censo de los Estados Unidos, el municipio tiene una superficie total de 93.52 km², de la cual 92,89 km² corresponden a tierra firme y (0,68 %) 0,63 km² es agua.

## Demografía
Según el censo de 2010, había 171 personas residiendo en el municipio de McKee. La densidad de población era de 1,83 hab./km². De los 171 habitantes, el municipio de McKee estaba compuesto por el 97,66 % blancos, el 0,58 % eran afroamericanos y el 1,75 % eran de una mezcla de razas. Del total de la población el 0 % eran hispanos o latinos de cualquier raza.